# Kubbat asz-Szajch
Kubbat asz-Szajch (arab. قبة الشيخ) – wieś w Syrii, w muhafazie Aleppo. W 2004 roku liczyła 1274 mieszkańców.